# Impatiens commelinoides
Impatiens commelinoides är en balsaminväxtart som beskrevs av Hand.-mazz. Impatiens commelinoides ingår i släktet balsaminer, och familjen balsaminväxter. Inga underarter finns listade i Catalogue of Life.